# Rafał Fedaczyński
Rafał Fedaczyński (né le 3 décembre 1980 à Hrubieszów) est un athlète polonais spécialiste de la marche athlétique.

## Palmarès

### Jeux olympiques
- 8e sur le 50 km (3 h 46 min 51 s) en 2008 à Pékin, Chine
- Qualifié pour les Jeux de 2012 à Londres, Royaume-Uni

### Championnats du monde
- 30e sur le 50 km en 2007 à Osaka, Japon

### Championnats de Pologne
- sur le 50 km en 2003, 2006 et 2011
- sur le 20 km en 2010